# Ni Hao Group
De Ni Hao Group is een concern met de handelsonderneming Ni Hao Trading Group, drie Chinese restaurants van Ni Hao Restaurants, en Ni Hao Interior BV voor hotel- en horeca-inrichting. Het hoofdkantoor van de Ni Hao Group is gevestigd in het Drentse Tynaarlo. Directeur is Wu Hong Gang.
In 2012 is het wokrestaurant Ni Hao Stadspaviljoen in Groningen uitgeroepen tot Beste Wokrestaurant van Nederland door het horecavaktijdschrift Misset Horeca.

## Problemen
In 2007 werden er acht illegale werknemers bij Ni Hao aangetroffen waarvoor de onderneming een boete van 60.000 euro kreeg. In april 2012 legde de Fiod in het kader van een strafrechtelijk onderzoek beslag op een miljoen euro. In 2018 werd bekend dat zeven personen werden verdacht van belastingfraude, fraude met omzet- en vennootschapsbelasting en witwassen.

Met een afroomprogramma is in twee Groninger restaurants jarenlang een deel van de dagomzet uit het kassasysteem en daarmee uit de administratie verwijderd. Hierdoor werd te weinig belasting betaald. Er is overeengekomen om € 3.300.000 aan de Belastingdienst te betalen. De rechtbank legde celstraffen en boetes op.